# A pi irracionális voltának bizonyítása
A pí szám irracionális. Jelen cikk ezt az állítást bizonyítja.
Johann Heinrich Lambert (1728–1777) bizonyítása a tangensfüggvényt és a lánctörteket használja. Lényege, hogy a racionális számok tangense irracionális. A π/4 tangense 1, így π/4, tehát π sem lehet racionális.
A bizonyításhoz két lemma tartozik:
1. lemma: legyen {\displaystyle x=b_{0}+{\frac {a_{1}}{\displaystyle b_{1}+{\frac {a_{2}}{\displaystyle b_{2}+{\frac {a_{3}}{\displaystyle b_{3}+{\frac {a_{4}}{b_{4}+\cdots }}}}}}}},} ahol {\displaystyle a_{i}} és {\displaystyle b_{i}} relatív prímek. Ekkor, ha véges kivétellel {\displaystyle |a_{i}|<|b_{i}|}, akkor {\displaystyle x} irracionális.
2. lemma: {\displaystyle x} tangensének lánctört alakja: {\displaystyle \mathrm {tg} (x)={\frac {x}{\displaystyle 1-{\frac {x^{2}}{\displaystyle 3-{\frac {x^{2}}{\displaystyle 5-{\frac {x^{2}}{7-\cdots }}}}}}}},}

## Első lemma
Feltehető, hogy már az {\displaystyle i=1} értéktől kezdve {\displaystyle |a_{i}|<|b_{i}|}, kivételek nincsenek. Ekkor minden pozitív egész {\displaystyle i}-re {\displaystyle b_{i}-1<b_{i}+{\frac {a_{i+1}}{b_{i+1}}}<b_{i}+1}, és mivel az {\displaystyle a_{i}} és {\displaystyle b_{i}} egészek különbsége legalább 1, ezért {\displaystyle \left|b_{i}+{\frac {a_{i+1}}{b_{i+1}}}\right|>|a_{i}|}. Mivel az {\displaystyle {\frac {a_{i+1}}{b_{i+1}}}} érték feltevésünk szerint egynél kisebb, ezért nem tudja megváltoztatni az egész számok előjelét.
Az előjel nem változott, ennélfogva {\displaystyle {\frac {a_{i}}{\displaystyle b_{i}+{\frac {a_{i+1}}{\displaystyle b_{i+1}}}}}} előjele megegyezik {\displaystyle {\frac {a_{i}}{b_{i}}}} előjelével. Hasonlóan kaphatjuk, hogy {\displaystyle {\frac {a_{i-1}}{\displaystyle b_{i-1}+{\frac {a_{i}}{\displaystyle b_{i}+{\frac {a_{i+1}}{\displaystyle b_{i+1}}}}}}}} előjele is megegyezik {\displaystyle {\frac {a_{i}}{b_{i}}}} előjelével, és abszolútértéke egynél kisebb. Leszálló rekurzióval (ismertebb néven: végtelen leszállással) beláthatjuk, hogy {\displaystyle x} előjele is ugyanez, és abszolútértéke nem lehet egynél nagyobb.
Az {\displaystyle |x|=1} eseteket könnyen átvizsgálhatjuk. Ha {\displaystyle |x|<1}, akkor tegyük fel indirekt, hogy {\displaystyle x} racionális:
{\displaystyle x={\frac {p}{q}}={\frac {a_{1}}{b_{1}+p_{1}}}},
ahonnan {\displaystyle p_{1}={\frac {qa_{1}-pb_{1}}{p}}={\frac {r}{p}}}. A {\displaystyle p_{1}} szám olyan, mint a fenti {\displaystyle x}, tehát egynél kisebb abszolútértékű, és {\displaystyle |r|<|p|}. Ezt ismételve törtek végtelen sorozatához jutunk, ahol a számlálók abszolútértékben csökkenő egészek, ami ellentmondás.

## Második lemma
A szinusz és a koszinusz sorfejtését felhasználva:
{\displaystyle \mathrm {tg} (x)={\frac {\sin(x)}{\cos(x)}}={\frac {\sum _{n=0}^{\infty }{\frac {(-1)^{n}x^{2n+1}}{(2n+1)!}}}{\sum _{n=0}^{\infty }{\frac {(-1)^{n}x^{2n}}{(2n)!}}}}={\frac {x}{\frac {\sum _{n=0}^{\infty }{\frac {(-1)^{n}x^{2n}}{(2n)!}}}{\sum _{n=0}^{\infty }{\frac {(-1)^{n}x^{2n}}{(2n+1)!}}}}}.}
{\displaystyle \mathrm {tg} (x)={\frac {x}{1+R_{1}}},} ahol {\displaystyle R_{1}=-x^{2}{\frac {\sum _{n=1}^{\infty }{\frac {(-1)^{n-1}2nx^{2n-2}}{(2n+1)!}}}{\sum _{n=0}^{\infty }{\frac {(-1)^{n}x^{2n}}{(2n+1)!}}}}={\frac {-x^{2}}{\frac {\sum _{n=0}^{\infty }{\frac {(-1)^{n}x^{2n}}{(2n+1)!}}}{\sum _{n=0}^{\infty }{\frac {(-1)^{n}(2n+2)x^{2n}}{(2n+3)!}}}}}}
és hasonlóan írhatjuk, hogy {\displaystyle R_{1}={-x^{2}}{3+R_{2}}.} Ezt folytatva kapjuk, hogy {\displaystyle \mathrm {tg} (x)={\frac {x}{\displaystyle 1-{\frac {x^{2}}{\displaystyle 3-{\frac {x^{2}}{\displaystyle 5-{\frac {x^{2}}{\cdots -{\frac {x^{2}}{2k-1+R_{k}}}}}}}}}}},}
a rekurziót feloldva
{\displaystyle R_{k}={\frac {\sum _{n=0}^{\infty }{\frac {(2n+2)(2n+4)\dots (2n+2k)x^{2n+2}}{(2n+2k+1)!}}}{\sum _{n=0}^{\infty }{\frac {(2n+2)(2n+4)\dots (2n+2k-2)x^{2n}}{(2n+2k-1)!}}}}}
Innen már következik, hogy
{\displaystyle \mathrm {tg} (x)={\frac {x}{\displaystyle 1-{\frac {x^{2}}{\displaystyle 3-{\frac {x^{2}}{\displaystyle 5-{\frac {x^{2}}{7-\cdots }}}}}}}},}
Még bizonyítani kellene, hogy ez a sor a tangenshez konvergál. Ehhez a számlálók és a nevezők egyenletes konvergenciáját és határértékeit kell igazolni.

## A tétel bizonyítása
A {\displaystyle \mathrm {tg} {\frac {\pi }{4}}=1} helyett használhatjuk a {\displaystyle \mathrm {tg} {\pi }=0}-t Legendre nyomán:
{\displaystyle {\displaystyle 1-{\frac {\pi ^{2}}{\displaystyle 3-{\frac {\pi ^{2}}{\displaystyle 5-{\frac {\pi ^{2}}{7-\cdots }}}}}}}=\infty }
{\displaystyle {\displaystyle 3-{\frac {\pi ^{2}}{\displaystyle 5-{\frac {\pi ^{2}}{7-\cdots }}}}}=0}
{\displaystyle {\frac {3}{\pi ^{2}}}={\displaystyle {\frac {1}{\displaystyle 5-{\frac {\pi ^{2}}{7-\cdots }}}}}}
{\displaystyle k=5}-től kezdve {\displaystyle (2k+1)>\pi ^{2}}, tehát az első lemmával kapjuk, hogy {\displaystyle \pi ^{2}}, így {\displaystyle \pi } is irracionális.